# Samochód pancerny wz. 29
A Samochód pancerny wz. 29 (1929-es mintájú páncélgépkocsi), közismertebb nevén Ursus vagy CWS egy lengyel gyártmányú nehéz páncélgépkocsi volt. A járművet az 1939-es lengyelországi hadjárat alatt alkalmazták meglepően jó eredménnyel.

## Történet
Az 1929-es év elején a lengyel fővezetés, mivel nem volt igazán megelégedve az új féllánctalpas páncélgépkocsi modellel, a wz. 28-al, egy új típus kifejlesztését rendelte el a lovasság számára. Az új járművet a Wojskowy Instytut Badań Inżynierii (WIBI, Katonai Mérnökök Kutató Intézete) intézetében tervezte egy csapat Rudolf Gundlach hadnagy vezetésével (Rudolf Gundlach később ismertté vált egy harckocsi periszkóp feltalálásáról, melyet a Vickers-Armstrongnak adott el, majd világszerte ismertté vált Vickers Tank Periscope MkIV néven). A jármű tervezésénél úgy döntöttek, hogy egy módosított és megerősített kereskedelmi Ursus A kéttonnás teherautót vesznek alapul, amely eredetileg az olasz S.P.A. 25C jelű teherautó licenc alapján gyártott változata volt és 1928-tól gyártották az Ursus Mechanikai Műveknél Varsóban, majd tovább is fejlesztették. A páncélgépkocsi első prototípusa, melyet lágyacélból készítettek, 1929 júniusában készült el, majd a tesztelése is elkezdődött. A tesztek alatt többféle változtatást eszközöltek, ezek közé tartozott a torony. A típust 1929 novemberében fogadták el, katonai megjelölése pedig a samochód pancerny wzór 29 (rövidítve: wz. 29) lett.
A tervezet viszonylag tipikusnak számított a húszas években, mindössze hátsó kerék meghajtású volt, személyzete négy főből állt, fegyverzete pedig egy 37 mm-es Puteaux alacsony kezdősebességű löveg volt két-három géppuskával. A jármű egyes tulajdonságaira hatással voltak a brit/orosz Austin páncélgépkocsik (másodlagos hátsó vezetési pozíció) és a francia White TBC/White-Laffly páncélgépkocsik (a toronyban két egymással ellentétes oldalon elhelyezett fegyver). A fegyverzet elhelyezése a toronyban segített elkerülni a torony kiegyensúlyozási problémáit, valamivel jobban mind a francia gépkocsiknál (a fegyvereket 120°-os szögben helyezték el egymástól), de a kialakítás nehézkessé tette mindkét fegyver alkalmazását ugyanarra a célpontra. Eredetileg az wz. 29 páncélgépkocsikra szereltek egy légvédelmi géppuskát is a toronyba, de hatástalannak bizonyultak, így az 1930-as évek közepén leszerelték őket. A tesztek kimutatták, hogy a jármű előnyei ellenére, mint a relatíve erős fegyverzet, kielégítő páncélvédettség, hátsó vezetési pozíció, melynek segítségével egyszerűen lehetett hátrafelé vezetni, a típus hiányosságokkal is küszködik, mint az alacsony sebesség és nehézkes kezelhetőség. Teherautók alvázának alkalmazása gyakori volt páncélgépkocsik esetén abban az időben, így egyszerű volt őket gyártani és karbantartani, de emiatt hiányzott az összkerékmeghajtás, amely nagyban rontotta a terepjáró képességet. Az igen nagy sziluett ellenére a jármű belül szűkös volt, a magas alvázkeret miatt (a küzdőtér belül mindössze 1,1 méter magas volt). A fegyverzet és azok elhelyezése gyorsan elavulttá váltak. Így hátrányosságai miatt a tervezetet nem lehetett modernnek nevezni hadrendbe állításakor. A hátsó vezetési pozíció egy jó ötlet volt, de a járműből hiányzott az a tolató mechanika, melynek segítségével teljes sebességgel tudott volna hátrafelé haladni, ezen felül a motor régi típus volt és nagyon kevés erőt tudott leadni. Egyéb hiányosság volt még a rádió hiánya (a motor elektromos vezetékeit nem árnyékolták).
Ezen tények miatt mindössze 10 járművet rendeltek. A gépkocsikat a varsói CWS gyárban készítették, és a teljes sorozatot 1931-ben legyártották. Habár a legyártott mennyiség nem biztos.
Legalább egy wz. 29 páncélgépkocsit gyártottak fegyvertelen propaganda vagy rendőrségi feladatra, hangosbeszélővel a toronyban, de nincs sok információ róla. Sorozatszáma a 6814 volt. Az sem ismert, hogy egy új építésű vagy egy régebbi páncélgépcsoki átépítése volt (esetleg a prototípusból alakították ki). A jármű testét észrevehetően megnövelték, főleg a hátsó részt.
Terveztek egy leszármazottat is a Saurer 6×4 alvázra, de a projektet törölték. Megjelölése a wz. 31 lett volna, elrendezése megegyezett volna az Ursuséval, de nagyobb sebessége és valamivel jobb terepjáró képessége lett volna, nagyobb sziluettel, ugyanazzal az elavult fegyverzettel és sokkal nagyobb gyártási költséggel.

## Harctéri alkalmazás

### A háború előtt
Az első három járműből álló wz. 29 szakaszt az 1931 nyarán tartott lovassági hadgyakorlaton alkalmazták (10 darab Carden-Loyd Mark VI kisharckocsival és 15 új TK–3 kisharckocsival). A harmincas évek alatt a lengyel páncélozott egységeket többször átszervezték, majd az Ursus páncélgépkocsikat először Lwow-ba, majd 1931-től Zurawica-ba (2. Páncélozott Ezred), 1934-től Poznań-ba egy rövid időre, ezután Bydgoszcz-ba (8. Páncélozott Zászlóalj) helyezték át. Végül, az 1936-os év elejétől mind a 10 wz. 29 páncélautót Modlin-ba, a páncélozott egységek kiképző központjába (CWBrPanc) vezényelték. Kiképzési célokra alkalmazták őket a 11. kísérleti páncélos zászlóaljban.
1939. augusztus végén a mozgósítás alatt 8 páncélgépkocsit helyeztek az újonnan létrehozott 11. páncélos egységbe, melyet a Modlin hadsereg Mazowiecka lovasdandárába osztottak, mint felderítő egység. Hét páncélgépkocsi képezett egy páncélgépkocsis századot, a nyolcadik jármű volt a parancsnoki jármű, a parancsnok Stefan Majewski őrnagy volt. A századparancsnok Mirosław Jarociński hadnagy volt.

### 1939 szeptember
A háború első napjától a 11. páncélozott egység páncélgépkocsijait és kisharckocsijait intenzíven használták felderítési és járőrözési feladatra, információszerzésre az ellenségről. Hamarosan fő feladatuk a visszavonuló lengyel csapatok védelme volt a túlerőben lévő ellenséges egységektől. Néhány esetben ellentámadásokat is támogattak. Harctéri teljesítményük igen sikeresnek mondható, főleg a lövegüknek köszönhetően.

## Technikai leírás

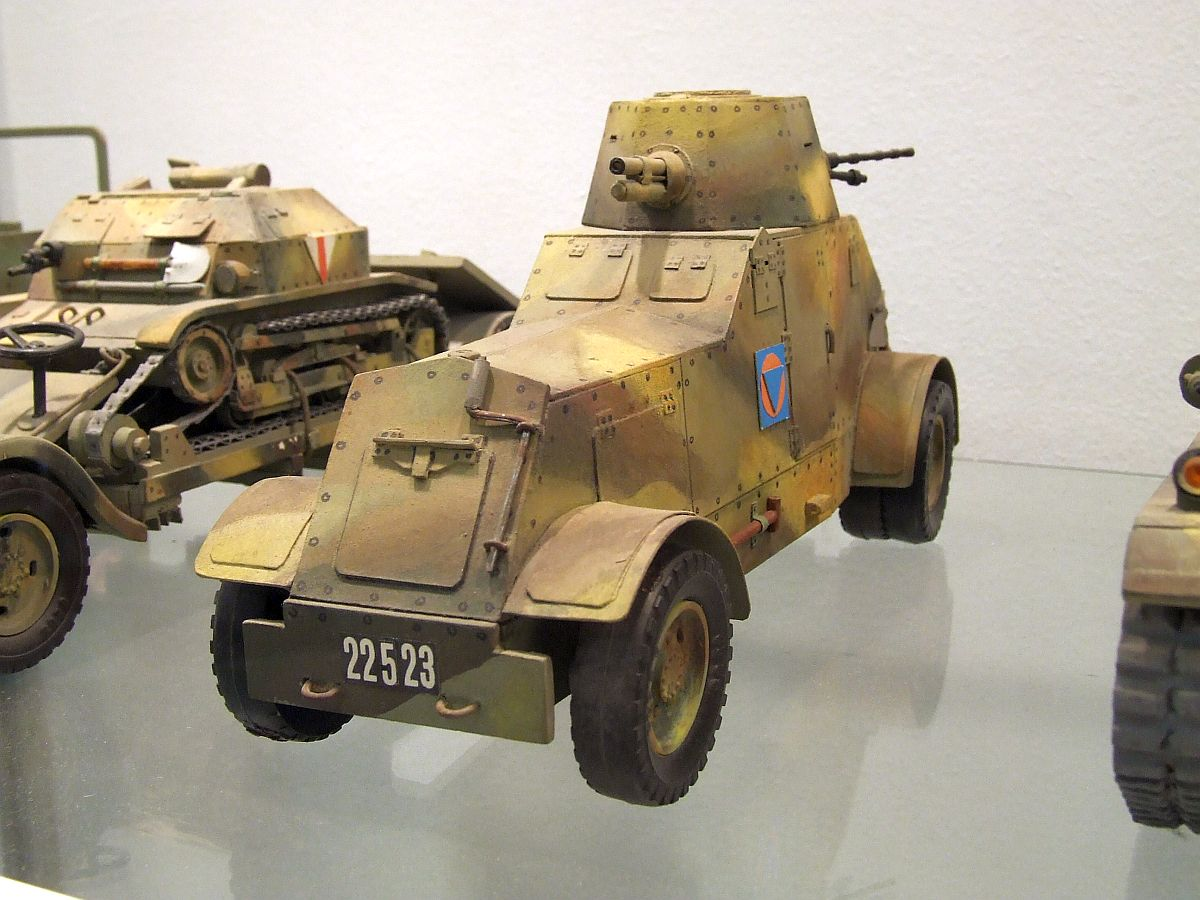
–

### Fegyverzet
A fő fegyverzet egy francia gyártmányú 37 mm wz. 18 (SA 18) Puteaux L/21 alacsony kezdősebességű löveg volt, melyet a toronyban helyeztek el. Első világháborús eredete ellenére egy egyszerű, megbízható és viszonylag pontos fegyver volt, de fő feladata az ellenséges gyalogság és a géppuskafészkek megsemmisítése volt. 96 ágyúgránátot tároltak a járműben 24 kerek ládában. A löveget a lengyel tervezésű univerzális gömbfoglalatba szerelték. 1,5-szeres teleszkópos irányzéka volt, célzásához egy válltámaszt használtak. Páncélátütő képessége gyenge volt – 12 mm közvetlen közelről, de elegendőnek bizonyult könnyen páncélozott járművek ellen kis távolságból. A repesz-romboló lövedékek lőtávolsága 2,5 km volt, tűzgyorsasága pedig 10 lövés/perc.
A másodlagos fegyverek francia gyártmányú 7,92 mm wz. 25 Hotchkiss géppuskák voltak univerzális gömbfoglalatban elhelyezve. Egy géppuskát a torony bal-hátsó részében helyeztek el a löveghez viszonyítva 120°-os szögben (a parancsnok nem volt képes mindkét fegyvert egyszerre használni). A második géppuskát a jármű hátuljába szerelték, melyet a hátsó lövész kezelt. A rendszerbe állításakor a jármű rendelkezett egy harmadik, légvédelmi géppuskával is a torony jobb-felső részében, 120°-ra a lövegtől és a másik géppuskától; de hatástalannak bizonyult, ezért a harmincas évek közepén kiszerelték a járműből. A géppuskákhoz 4032 darab lőszer javadalmazott (16×252 lőszerheveder). A géppuskákhoz teleszkópos irányzékot használtak.

### Páncélzat
A páncéltest szegecselt acéllemezekből készült, kialakítása egészen jól döntöttre sikerült. Vastagsága 4–10 mm:
- homlokpáncélzat: 7–9 mm
- hátsó páncélzat: 6–9 mm
- oldalpáncélzat és motorháztető: 9 mm
- torony: 10 mm
- tető: 4 mm
- alváz: 4 mm

A páncélzat páncéltörő töltények ellen 300 méteres távolság felett nyújtott védelmet, hagyományos töltények és repeszek ellen teljes védelmet nyújtott.

### Konstrukció
A test szegecselt acéllemezekből készült, melyet alvázon helyeztek el, bejárati ajtót mindkét oldalra építettek. A bal ajtó előrefele, a jobb oldali ajtó hátrafele nyílik. A falakon öt kicsi ablakot helyeztek el, melyeket páncéllemezekkel fedtek (kettő-kettő oldalanként egy pedig az elülső páncéllemezen). Két nagyobb ablak található elöl és hátul a vezetői pozíciók előtt, ezekhez periszkópot is szereltek. A küzdőtér előtt található a motorház, egy belső fallal elválasztva egymástól. A hűtőt elölről egy páncéllemezzel védik, melyet felfelé lehet nyitni (a vezető kezeli). A lemez mögött a hűtő előtt egy egyszerű fényszórót helyeztek el. A páncéllemez alatt egy motorindító hajtókar található. A járműre kívülről rögzített eszközök: ásó, csákány, feszítővas, ezeket a jármű bal oldalára erősítették; egy öttonnás emelő és hét méternyi vontatókötél, melyeket a hátsó lemezen tároltak két szerszámosládával együtt. Egy egyszerű hátsó lámpa a hátsó lemezen kapott helyet, a szerszámosládák alatt. 
A torony nyolcszögletű, a löveg elöl, a géppuska a bal oldalon helyezkedik el. Az oldalakon 11 kémlelőnyílás található, a torony tetején pedig egy kétrészes búvónyílás, melyre egy lyukat vágtak a jelzőzászlók számára. A járművet nem látták el rádióval, ezért a jelzéseket színes zászlókkal végezték.
A személyzet négy főből állt: parancsnok-lövész, vezető, hátsó vezető és hátsó lövész. A vezető a jobb oldalon ült. A parancsnok a vezető mellett, bal oldalon kapott helyet, vagy a toronyban kezelte a fegyverzetet álló helyzetben. Lehetősége volt a torony búvónyílásában vagy egy bőrszíjon ülni. Hátul a hátsó vezetőnek és a hátsó lövésznek helyeztek el üléseket (a hátsó lövész ülése alacsonyabb volt és egy lyukat is vágtak a padlóba a lábai számára, ezt egy dobozzal védték a padló alatt).
Az alváz négyszögletű keretalváz, a felfüggesztés fél-elliptikus rugókkal történt. Az abroncsméretek eredetileg 835×135 mm-esek voltak, 1934-től 812×152 mm-esre cserélték, ezek jobb terepjáró-képességgel bírtak. Hátul dupla kerekek voltak.
A motor Ursus−2A benzinmotor, négyhengeres, négyütemű, vízhűtéses, 2873 cm-es, 35 lóerős 2600 fordulatszámú (az 1913-as SPA motor licenc alapján gyártott változata). Az üzemanyagtartály 105 literes, az alváz hátsó részében kapott helyet.
A sebességváltó mechanikus, négy első, egy hátsó sebességgel. Csak a hátsó tengely hajtott. A jármű rendelkezik egy hátsó vezetési pozícióval is. A hátsó kerekeken mechanikus dobfékek, a fő tengelyen kiegészítő fékek voltak.

## Kamuflázs
1932 előtt a wz. 29 páncélgépkocsik valószínűleg sötétzöld vagy olajzöld színre voltak festve. 1932 és 1936 között egy szabványos kamuflázst használtak, melyet japán-stílusnak hívtak. Meglehetősen szabályos foltokban festették világos homoksárga, sötétzöld és sötétbarna színűre, a színeket fekete csíkkal választották el.Télen a járműveket fehérre festették.
1936-1937-től új háromszínű szabványfestést vezettek be, szabálytalan foltokban festették szürkés homokszín és sötétbarna (szépia) színűre, az alapszín pedig olajzöld volt. A mintázatoknak nem volt szabványos elrendezése.
A belső tér világos olajzöld (az ablakokig) és szürke-homokszínű (az ablakok felett), habár egy 1938-as feljegyzés szerint az egészet szürke-homokszínűre festették. Eszerint a feljegyzés szerint az alváz olajzöld volt, de az üzemanyagtartály, a kipufogódob, kipufogó, stb. fekete színű volt.